# Агент Наджика
Агент Наджика (яп. ナジカ電撃作戦, Najika Dengeki Sakusen, англ. Najica Blitz Tactics) — аніме-серіал, випущений в 2001 році. Показувався о 1:40 (нічний сеанс) на TVK. Режисер — Нішіджіма Кацухіко, сценарій — Морі Такеші. Серіал послужив основою для випущеної в 2002 році манґи Najica Dengeki Sakusen. В Україні серіал транслювався на каналі Тоніс.
«Najica Blitz Tactics» примітний надмірним використанням фансервісу, переважно панцу. Журнал «Мир Фантастики» охарактеризував серіал як «зухвалу рекламу жіночої білизни, упаковану в обкладинку аніме-серіалу».

## Сюжет
Головна героїня, Хіраґі Наджіка, відомий модний парфумер, давно веде подвійне життя. Основний рід її занять — шпигунство. Як секретний агент, вона виконує найскладніші завдання, використовуючи в своїй роботі бойові мистецтва, зброя, особливу військову техніку і, найголовніше, жіночі чари.
Одного разу у Наджікі, крім інших секретних доручень, з'являється особлива спеціалізація по поверненню в науковий центр гуманідов — штучних людей. Чи зможе гуманід стати її повноцінним напарником, чи всі гуманіди однакові, чи здатний гуманід відчувати як справжній чоловік — все це Наджіка пізнає на власному досвіді. У серіалі Наджіка відвідує різні континенти, де б'ється з різними противниками.

## Персонажі

### Люди
Хіраґі Наджіка (яп. ひいらぎ なじか) — головна героїня аніме та манґи. У звичайному житті вона займається розробкою парфумерії, також вона секретний агент. На всі свої завдання вона ходить з трояндою. Озброєна Автоматичним пістолетом Стечкина.
Сейю: Тома Юмі
Ґенто Кураку (яп. くらく げんと) — головний інформатор Хіраґі, який з'являється, коли треба зловити гуманіта.
Сейю: Юншьо Ішізука
Джін Маджіма (яп. まじま じん) — командир Хираґи. Керівник C.R.I.
Сейю: Іемас Каюмі
Шінобу Місато (яп. みさと しのぶ) — міністр, яка працює на C.R.I.
Сейю: Асако Додо
Рена Узукі (яп. うずき れいな) — міністр, яка працює на C.R.I.
Сейю: Санае Кобаяші
Кірала Міцубоші (яп. みつぼし キララ) — асистент Хіраґі. В даний час працює над проектом «The Day Series».
Сейю: Нацуко Куватані
Атена Ґілнаде — проводирка повстанського угрупування.
Сейю: Мічіко Нея
Йошікі Камівазумі — асистент доктора Рен.
Сейю: Хідеюкі Танака
Доктор Рінка Рен — творець гуманітов.
Сейю: Рей Сакума
Четвірка — музичний гурт: Харука, Акіна, Фуюкі та Нацуйо
Сейю: Масайо Курата (Фуюкі), Маґумі Насу (Акіна), Аї Маеда (Харука), Асамі Санада

### Гуманіти
Ліра (ZZZ) (яп. リラ) — напарниця Хіраґі, дівчина-гуманіт. Озброєна пістолетом Desert Eagle.
Сейю: Джюрі Ібата
Нюла (NNN) — гуманіт, здатний управляти військовим супутником.
Сейю: Рурі Асано
Тоні (WWW) — гуманіт, що вкрала новий літак з авіашоу.
Сейю: Томоко Кавакамі
Еліс (LLL) — учасниця повстанського угрупування. Вона фанатично віддана ідеї та вбила свого господаря за відхід від боротьби.
Сейю: Юрі Шіраторі
Серіна (HHH) — дружина Камівазумі.
Екс (XXX) — охоронець Альфи.
Сейю: Емі Шінохара
Берсеркер (BBB) — гуманіт без господаря.
Сейю: Фуміко Орікаса
Ай Їрїє (III) — менеджер четвірки.
Сейю: Кьоко Хікамі
Кохару (SSS)
Сейю: Чінамі Нішімура
Альфа (α) — єдиний гуманіт чоловічої статі.

## Медіа

### Список серій аніме
| № | Назва | Дата виходу в Японії |
| --- | --- | -------------------- |
| 1 | «Kareinaru ējento wa ichirin no bara to tomoni» (華麗なるエージェントは一輪の薔薇と共に / A Magnificent Secret Agent with a Rose in her Hand)           | 5 жовтня 2001        |
| Хіраґі Наджіка, секретний агент спецслужб Японії за завданням рятує з охоронюваного замку молоду дівчину і привозить її на базу.                                                      | |                      |
| 2 | «Karen'na pātonā wa utsukushiki dangan to tomoni» (可憐なパートナーは美しき弾丸と共に / A Pretty Partner with a Gun in her Hands)                       | 12 жовтня 2001       |
| Разом зі своєю новою напарницею, якою стала та сама врятована дівчина на ім'я Ліра, яка насправді виявляється гуманітом, Хіраґі повинна врятувати дочку відомого політика від замаху. | |                      |
| 3 | «Shūakunaru ibutsu wa shikkoku no yami to tomoni» (醜悪なる遺物は漆黒の闇と共に / Ugly Relics in the Jet Black Darkness)                                | 19 жовтня 2001       |
| Хіраґі та Ліра повинні зупинити злочинця, який викрав старий військовий супутник і зловити його помічницю-гуманіта.                                                                   | |                      |
| 4 | «Itsuwarinohoshi (sutā) wa amai wana no kaori to tomoni» (偽りの星（スター）は甘い罠の香りと共に / The Fictitious Star with a Sweet Trap-like Perfume)  | 26 жовтня 2001       |
| Є відомості, що до складу відомого музичного гурту входить гуманіт. Хіраґі та Ліра повинні перевірити це і спіймати його.                                                             | |                      |
| 5 | «Shinku ni somaru suihei-sen wa hakanaki yume to tomoni» (深紅に染まる水平線ははかなき夢と共に / A crimson horizon appears with a empty dream.)         | 2 листопада 2001     |
| Злочинець купив вкрадену ядерну ракету з пусковою установкою. Тепер лише від дій Хіраґі та Ліри залежить доля планети.                                                                | |                      |
| 6 | «Utsukushikiyajū no hitomi wa kodoku no kage to tomoni» (美しき野獣の瞳は孤独の影と共に / The beautiful eye of the wild beast appears with the shadow…) | 9 листопада 2001     |
| Хіраґі та Ліра ловлять втікача гуманіта. Раптово з'являються ворожі війська, а Ліра отримує серйозні травми.                                                                          | |                      |
| 7 | «Satsui no dangan wa kawaita hohoemi to tomoni» (殺意の弾丸は乾いた微笑みと共に / The bullet of murderous intent appears with a dry smile.)             | 22 листопада 2001    |
| Ліра перебуває на лікуванні, і Хіраґі доводиться самотужки рятувати викрадену дівчинку-вундеркінда.                                                                                   | |                      |
| 8 | «Yokubō no sora wa tatakai uzumaku honō to tomoni» (欲望の空は戦い渦巻く炎と共に / The sky of the desire appears with the flame by the battle.)         | 29 листопада 2001    |
| Хіраґі та Ліра повинні повернути викрадену гуманітом дочку військового міністра. | |                      |
| 9 | «Yūsōnaru sabaku no shishi wa megami to tomoni» (勇壮なる砂漠の獅子は女神と共に / A brave lion in the desert appears with the goddess of the destiny.)  | 6 грудня 2001        |
| В армії повстанців з'являється гуманіт — новий помічник її командира. Хіраґі та Ліра повинні зловити його.                                                                            | |                      |
| 10 | «Tatakai no shūchakueki wa kiken'na ai to tomoni» (闘いの終着駅は危険な愛と共に / The terminal station of the fight appears with dangerous love.)       | 13 грудня 2001       |
| Хіраґі та Ліра повинні зловити чергового гумвніта-утікача. Проте звичайне на перший погляд завдання виявляється дуже складним.                                                        | |                      |
| 11 | «Sekibetsu no misshon o shōjo no ma-gokoro to tomoni» (惜別のミッションを少女のまごころと共に / The sad parting mission with girl’s sincerity.)         | 20 грудня 2001       |
| Організація вирушає на штурм заводу з виробництва гумаітів. Начальство радить Хіраґі не брати з собою Ліру, оскільки це небезпечно для її психіки, але Наджіка відмовляється.         | |                      |
| 12 | «Kareinaru ējento wa kaigō no bara o kokoro ni» (華麗なるエージェントは邂逅の薔薇を心に / A splendid agent has the rose of the encounter in the mind.)  | 27 грудня 2001       |
| Хіраґі та Ліра повинні зробити складний вибір від якого залежить усе їхнє подальше життя.                                                                                             | |                      |

### Список томів манґи
| Том | Японською      | Японською          |
| Том | Дата виходу    | ISBN               |
| --- | -------------- | ------------------ |
| 1   | 9 березня 2002 | ISBN 4-8401-0437-9 |
| 2   | 8 вересня 2002 | ISBN 4-8401-0463-8 |
| 3   | 5 березня 2003 | ISBN 4-8401-0487-5 |